# Monastero di Vatopedi
Il monastero di Vatopedi (in greco Βατοπαιδί?) è uno dei venti monasteri della Chiesa ortodossa della Repubblica del Monte Athos.
Si trova nella parte nord della penisola.
Occupa il secondo posto nella gerarchia dei monasteri di Monte Athos. Il Katholikon principale è dedicato all'Annunciazione. Nel 1999 contava ottanta monaci molti dei quali originari di Cipro. Nell'agosto 2013 i monaci presenti sono 112 (fonte orale di un monaco).
Il monastero è stato fondato nel 972. In passato ospitò comunità di monaci ortodossi dell'Armenia chiamati dzaith. 

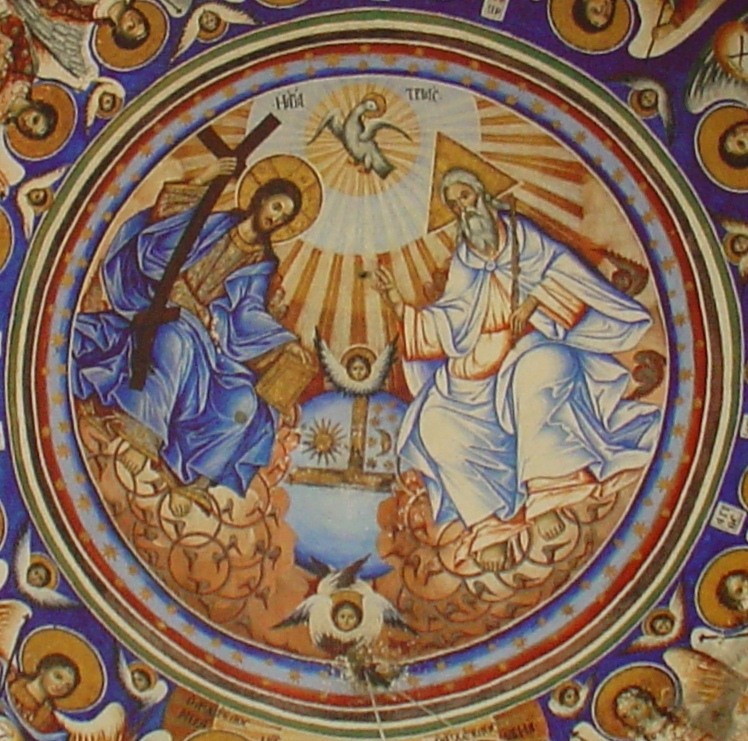
La Santissima Trinità affresco del monastero di Vatopedi

Il monastero era proprietario fino al 1925 dell'isola di Ammouliani. Le principali skita soggette a questo monastero sono quella di sant'Andrea a Karyes e quella di san Dimitri presso lo stesso monastero. La biblioteca del monastero possiede 2.000 manoscritti e 35.000 volumi stampati. Tra i manoscritti si annoverano il Codex 063 e il Codex 0102 scritti in onciale.
Nel 2008 il monastero è stato coinvolto in uno scandalo immobiliare, per transazioni di permuta di terreni tra il convento e il governo greco del primo ministro Kōstas Karamanlīs.